# Rahmah El Yunusiyah
Rahmah El Yunusiyah (26 octobre 1900 - 26 février 1969) est une femme politique et militante pour le droit à l'éducation des femmes indonésienne. 
Rahmah El Yunusiyah est née le 29 décembre 1900 dans le Sumatra occidental au sein d'une famille d'oulémas Minangkabau. 
En 1923 elle fonde à Padang Panjang la première école religieuse musulmane du pays à destination des jeunes filles : Diniyah Putri (id). L'école gagne rapidement en popularité et compte à la fin des années 1930 plusieurs centaines d'élèves.
En 1955, elle est élue lors des élections législatives indonésiennes.